# Công lý

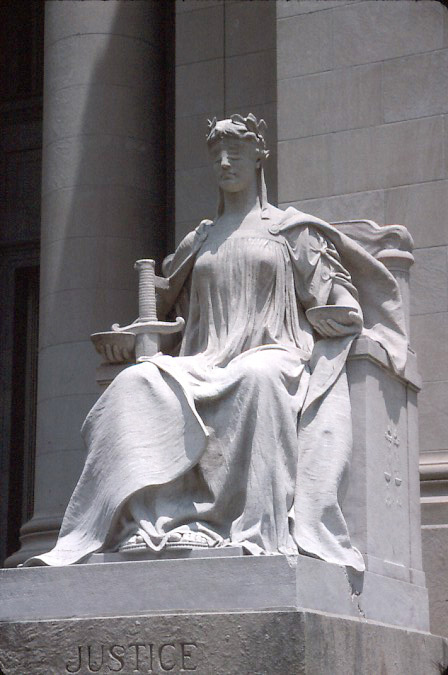
Nữ thần Công lý mô tả công lý bằng ba biểu tượng: một thanh kiếm tượng trưng cho sức mạnh cưỡng chế của tòa án, 2 tay cầm 2 quả cân thể hiện cho sự cân nhắc nặng nhẹ giữa 2 bên, và bịt mắt để thể hiện tính công bằng, không thiên vị.

Công lý là một khái niệm đúng đắn luân lý dựa trên nền tảng đạo đức, tính hợp lý, pháp luật, quy luật tự nhiên, tôn giáo, sự tương đối hay công bằng, cũng như việc quản lý của pháp luật, có tính đến quyền bất khả nhượng và bẩm sinh của tất cả mọi người và công dân, quyền của tất cả mọi người, cá nhân để bảo vệ bình đẳng trước pháp luật của các quyền dân sự của họ, mà không phân biệt đối xử dưa trên sắc tộc, giới tính, định hướng giới tính, nguồn gốc dân tộc, màu da, tôn giáo, tuổi tác, hoặc các đặc tính khác, và hơn nữa, coi như là bao gồm các luật công bằng xã hội.